# Gaius Papirius
Gaius Papirius est pontifex maximus en 509 av. J.-C., la première année de la République romaine.

## Histoire
Gaius Papirius a recopié les ordonnances religieuses établies par Numa Pompilius, le second roi de Rome, que son petit-fils Ancus Marcius a gravé sur des tablettes de chêne et déposé au Forum de Rome,,,.
Selon Pomponius, un Sextus ou Publius Papirius a recueilli tous les leges regiae (en), les lois des rois de Rome, à l'époque des Tarquins. Cette collection a été nommée Ius Papirianum ou Ius Civile Papirianum,,. Le philologue allemand Friedrich Münzer postule que cette collection est la même que celle de Gaius Papirius, le pontifex maximus, qui serait donc identifié au Sextus ou Publius Papirius mentionné par Pomponius,,.